# 里贝库尔拉图尔
里贝库尔拉图尔（法語：Ribécourt-la-Tour，法語發音：[ʁibekuʁ la tuʁ]）是法国上法蘭西大區北部省的一个市镇，属于康布雷区。

## 地理
里贝库尔拉图尔（50°6'39"N, 3°7'47"E）面积8.79 平方千米，位于法国上法蘭西大區北部省，该省份为法国最北部的省份及最长的省份，西北濒北海，西接加来海峡省，南至埃纳省和索姆省，东与比利时接壤。
与里贝库尔拉图尔接壤的市镇（或旧市镇、城区）包括：弗莱基耶尔、维莱普卢伊什、特雷斯科尔、马尔宽、阿夫兰库尔。

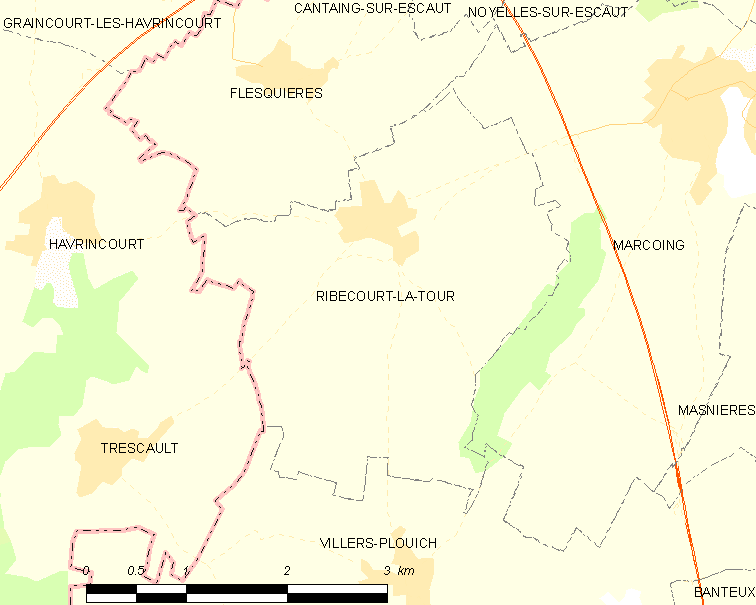
里贝库尔拉图尔的OSM定位图

里贝库尔拉图尔的时区为UTC+01:00、UTC+02:00（夏令时）。

## 行政
里贝库尔拉图尔的邮政编码为59159，INSEE市镇编码为59500。

## 政治
里贝库尔拉图尔所属的省级选区为勒卡托康布雷西县。

## 人口

1962-2008年间里贝库尔拉图尔人口变化图示

里贝库尔拉图尔于2022年1月1日时的人口数量为378人。